# Deadwing
Deadwing is het achtste studioalbum van de Britse progressieve-rockband Porcupine Tree.

## Geschiedenis
Tot het verschijnen van het volgende album Fear of a Blank Planet was Deadwing het meest verkochte album van de band. Het concept is gebaseerd op een manuscript geschreven door een vriend van Steven Wilson. Wilson wil het album naar eigen zeggen ooit nog laten verfilmen.

## Bezetting
- Steven Wilson - gitaar, zang
- Gavin Harrison - achtergrondzang, drums, percussie
- Colin Edwin - basgitaar
- Richard Barbieri - toetsen

### Gastbijdragen
- Mikael Åkerfeldt - zang op nr. 1,3 en 5, gitaar op nr. 5
- Adrian Belew - gitaar op nr. 1 en 4

## Tracklist
Alle nummers geschreven door Steven Wilson behalve "Halo" en "Glass Arm Shattering" (Wilson/Barbieri/Edwin/Harrison) en "Start of Something Beautiful" (Wilson/Harrison).

### Europese versie (originele versie)
1. "Deadwing" – 9:46
2. "Shallow" – 4:17
3. "Lazarus" – 4:18
4. "Halo" – 4:38
5. "Arriving Somewhere but Not Here" – 12:02
6. "Mellotron Scratch" – 6:57
7. "Open Car" – 3:46
8. "The Start of Something Beautiful" – 7:39
9. "Glass Arm Shattering" – 6:12

### Amerikaanse versie
1. "Deadwing" – 9:46
2. "Shallow" – 4:17
3. "Lazarus" – 4:18
4. "Halo" – 4:38
5. "Arriving Somewhere But Not Here" – 12:02
6. "Mellotron Scratch" – 6:57
7. "Open Car" – 3:46
8. "The Start of Something Beautiful" – 7:39
9. "Glass Arm Shattering" – 11:12
10. "Shesmovedon" – 4:59

De versie voor de Verenigde Staten heeft een 11 minuut durende versie van "Glass Arm Shattering" met daarin 5 minuten stilte voor het bonusnummer "Shesmovedon", dat oorspronkelijk op Lightbulb Sun stond. Hierdoor is deze versie, die uitgebracht werd op 26 april 2005, een krappe 70 minuten lang.